# ジョニー・ブラボー
ジョニー・ブラボー（Johnny Bravo）とは、アメリカのテレビアニメシリーズの主人公、及びタイトルである。カートゥーン ネットワークで1997年7月14日から2004年8月27日まで放送された。日本では1999年10月からカートゥーンネットワークで放送された。

## あらすじ
主人公のジョニー・ブラボーは、自分を最高にハンサムでたくましく、女にモテると思い込んでいるナルシストな男性だが、実際は間抜けでドジで、マザコンで、全くモテない。この物語は、そんな彼の活躍を描いた、ドタバタコメディーアニメである。

## キャラクター
声優の表記は（原語版/日本語版）とする。
ジョニー・ブラボー（Johnny Bravo）
声 - ジェフ・ベネット/成田剣
本作の主人公で、マッチョボディと金髪リーゼント、サングラスが特徴的な大男。年齢は20代と思われる。誕生日は2月14日。ビーフジャーキー（筋骨隆々とした男性のセミヌード写真を意味する「ビーフケーキ」をもじった設定）とナチョス（単数形は「ナチョ」であり、男性らしい逞しさを意味するマッチョに掛けている）が好物。
ナルシストで、自分はエルビス・プレスリーのような語り、ジェームス・ディーンにうりふたつのルックス、世界中のいい男をかき集めて足して割ったようないい男だ、と思い込んでいる。
無類の女性好き。若い美女を見ると、誰かれ構わずナンパするが、誘い方が明らかにナルシストなため失敗ばかり。むしろ女性に嫌われることに関しては、作中でも右に出る者はいない。
事ある毎に「ハッ!ハッ!」と威勢の良い掛け声と共に空手チョップのポージングをキメており、本人はそれがカッコイイと思っているが、実際は誰も相手にしていない。さらに、突拍子すぎるため、誰かが気にかけたとしてもリアクションに困る。
マザコンであり、「おお、ママ！」が口癖となっている。しかし、本人は全くの無自覚であり、指摘されても全力で否定しママに世話を焼かれることを嫌がる。
その見た目通り日々の筋トレを欠かさないため屈強な肉体を持ち、力も友人のカールをパンチ一発で軽く吹っ飛ばすほど強い。体は見事な逆三角形である。第2期からは空手の道場に通うシーンもある
反面、駆け引きの壊滅的な下手さと女性にすらワンパンで倒される驚異的な打たれ弱さから喧嘩はからっきし弱く、そのガタイはほぼ完全に見掛け倒し。喧嘩そのものには臆せず対応しようとするが、ほとんどの場合先手を取られて勝負にすらならず一方的に伸されてしまう。例え運良く先に仕掛けたとしても、大仰で素人丸出しな動きは驚くほど隙だらけで、結局誰も彼もに軽くいなされるという始末。また、確かに腕力には優れる方だが、女の子にモテるために見映えに拘った鍛え方をしている上に根本的な力の使い方自体もなっておらず、本気で鍛え上げている相手には体格が劣る者にも純粋な力比べで負けてしまうことが多い。
ガサツな性格ではあるが、粗暴ではない。
無職だが働く気はある。ただし動機は大概女性がらみであるため長続きしない。
リーゼントとサングラスに強いポリシーを持っており、常にヘアジェルやヘアスプレーとサングラスは欠かせなく、サングラスが外れると目を覆って探す。
ママ（Mom）
声 - ブレンダ・ヴァッカロ/梅田貴公美
本名：バーニー・ブラボー（第2期から、それまではママ・ブラボーと呼ばれていた）
派手な服装とサングラスが特徴で、ジョニー同様サングラスを外さない。
天然気味な性格でかつジョニーを溺愛しており、いい年の大人であるはずの彼の世話を何かと焼きたがる。ジョニーが突飛な行動を取っても少々のことでは動じず、むしろ好意的に解釈してしまう。
ピーマンアレルギーで炭酸が苦手である。
何人かの男性を気に行ったり、実際に付き合ったりしたが、結局ジョニーの方が大切なため別れてしまっている。
第1期と第2期以降でサングラスなどのデザインがちがう。
リトル・スージー（Little Susie）
声 - メイ・ホイットマン/本間ゆかり
ブラボー家の隣家に住む、ジョニーの彼女（時には保護者）を自負している8歳の少女。
キュートだが、どこか大人びている。
正義感が強く、冒険好きで、頭が良い。
ガールスカウトに所属していて、奉仕活動などもしている。
ジョニーを遊び相手と見下した所がある。そのため、いつもお人形遊びや冒険にジョニーが巻き込まれる。中には悪魔のような殺人おしゃべり人形（可愛い女の子型）にジョニーが襲われる事もあった（おしゃべりタバサ！（Little Talky Tabitha）） 。
第2期からはデザインが変わった。: 第3期には心理士の資格を持ち「カウンセリング」も出来るようになった。
ジョニーの知的レベルと女性に対する限りない情熱に学術的に興味を抱いているようで、小学校でその研究を発表したこともある。
カール・クリソデロリッツ（Carl Chryniszzswics）
声 - トム・ケニー/荻原秀樹
第2期から登場する。
理系のオタクで、ジョニーとは対照的に貧相な体格の優男。ジョニーの友人であり、何故か他人からバカにされがちな彼を慕っている。しかし、当の本人からは鬱陶しがられており、何かと絡んではよく殴り飛ばされたりしている。
発明や通販を趣味としているが、変なモノばかり取り扱っているため、ジョニーがその実験台として被害を被ることも。
聡明だが、その頭脳を生かせない。 突然歌い出すことがある。「アハッハッアハッアハッア」と笑う。
SFやスーパーヒーローのファンであり、ファンタジーや神話にも興味がある。心霊などの超常現象の調査もしている。　
ポップス（Pops）
声 - ラリー・ドレイク/山崎たくみ
第2期から登場する。ジョニーとカールが入り浸っているスナックバー「POP's MOON PALACE」のオーナー兼マスター。
二人とはとても仲が良い。
多趣味で様々なギルド、組織に所属している、ほかにも謎の多い、正体不明の人物である。
もしジョニーがこの世にいなかったら、「POP's MOON PALACE」は一流高級レストランになっていたらしい。
ジャングルボーイ (Jungle Boy)
声 - /浅野まゆみ
第1期しか登場しないキャラクターである。
リトル・スージーと同じくらいの背丈のため、同い年と思われる。しかし、話し方などはとても幼い（学校に行っていないためと思われる。）。
力がものすごく強く、ジョニーを軽々と持ち上げるほどである。
アフリカのジャングルのヒーローである。そのため、ジャングルを支配しようとするゴリラの王様（キング・レイモンド）と戦っている。
ジョニーとジャングルボーイの出会いは「ジャングルで危機一髪」（Bungled in the Jungle）においてジョニーが飛行機から落下し、ジャングルボーイに当たったことである。
他にジャングルボーイは第1期のオープニングの「モンキーダンス」でジョニーと全員が踊るシーンで一緒に踊ったり、おまけの話（飴玉の甘い所）、「ジョニーはサンタクロース」、「ジャングルボーイは曲芸師?」に登場している（「ジャングルボーイとミスターモンキルマー」はジョニーは登場しないジャングルボーイの主役の話である。）。
ハマ先生
声 - ブライアン・トチ
ジョニーが師事する空手の先生。
どうやらハマ先生自身はジョニーを弟子だとは思っていない様子で、ほぼ無視されている。
ジギー
声 - 三ツ矢雄二
「インドだぜ!ジョニー・ブラボー」から登場する

## エピソード

### 第1期
1. ブラボーマンの悲劇 (Super Duped) / ジャングルで危機一髪 (Bungled in the Jungle) / ジョニーの冬眠 (Bearly Enough Time)
2. ナンパの仕方　教えます (The Sensitive Male!) / お化け屋敷でハプニング (Bravo Dooby-Doo)[3]
3. インターネットでブラインドデート (Date with an Antelope) / 闘牛士ジョニー (Did You See a Bull Run by Here?) / クッキー売りの少女 (Cookie Crisis)
4. ピエロのギャグ合戦 (I Used to Be Funny) / リトル・スージーを落とせ (My Fair Dork) / ジョニーはサンタクロース ('Twas the Night)
5. ああ勘違い (Blarney Buddies) / 地獄のサハラ (Over the Hump) / ジョニー、ファラー・フォーセットに会う (Johnny Meets Farrah Fawcett)
6. ジョニ−の毛布 (Blanky Hanky Panky) / ヴェンデラ・ショーへようこそ (Talk to Me, Baby) / ヒップホップ大特訓 (Hip Hop Flop)
7. ビーチキングを勝ち取れ (Beach Blanket Bravo) / 地球の静止しかけた日 (The Day the Earth Didn't Move Around Very Much) / ジョニーのトイ・ストーリー (The Aisle of Mixed-Up Toys)
8. ３色ドラゴン帯への道 (Substitute Teacher) / オオカミ女とデート (A Wolf in Chick's Clothing) / 楽しい入院生活 (Intensive Care)
9. ジャンボ・ジョニー (Jumbo Johnny) / 最高の贈り物 (The Perfect Gift) / 007 ジェームズ・ブラボー (Bravo, James Bravo)
10. バンパイアとデート (Going Batty) / お手伝いさんは大スター！ (Barry the Butler) / 箱入り娘の初デート (Red Faced in the White House)
11. 「ピエロだ！」と叫んだ男 (The Man Who Cried 'Clown') / 子守はやさしく (Johnny Real Good) / おしゃべりタバサ (Little Talky Tabitha!)
12. ママを救い出せ！ (Johnny Bravo Meets Adam West) / ジャングル・ボーイは曲芸師 (Under the Big Flop) / ダニーの子守奮闘記 (Johnny Meets Donny Osmond)
13. ジョニーのゴリラ捕獲大作戦 (Johnny Bravo) / ジャングルボーイとミスターモンキー (Jungle Boy in Mr. Monkeyman) / ジョニーとアマゾンガールズ (Johnny Bravo and the Amazon Women)

### 第2期
1. 星の王様　ジョニー (Bikini Space Planet) / 百万人目の悲劇 (Moby Jerk) / ジョニーとヘアジェル (A Gel for Johnny)
2. ジョニーはバレリーナ (Johnny Get Your Tutu) / 悪魔のトレーニング (Johnny's Inferno) / 森の花婿ジョニー (Forest Chump)
3. チェーンレターの呪い (Karma Krisis) / 傷だらけのアクションスター (A Star is Bruised) / 王子とジョニー (The Prince and the Pinhead)
4. ロブスターの大脱走 (Claws) / コンパニオンとデート (To Helga and Back) / ジョニーはスーパーモデル (Cover Boy Johnny)
5. 愛のライフガード (Endless Bummer) / ジョニーの監獄デビュー (Jailbird Johnny) / ブラボー13 (Bravo 13)
6. ジョニーとカールの二人暮らし (Doomates) / ビーフジャーキーを救え！ (Johnny's Telethon) / ジョニーのいない世界 (Johnny's Guardian Angel)
7. ハエになったジョニー (I, Fly) / 迷子のジョニー (Schnook of the North) / ポップスのジェントルマン講座 (Charm School Johnny)
8. ジョニーの髪の毛の木 (Johnny and the Beanstalk) / ジョニーのペット (A Boy and His Bird) / 愛されちゃってゴリラ (Ape is Enough)
9. ジャーキータウン大パニック (Panic in Jerky Town) / エイリアン　コンフィデンシャル (Alien Confidential) / ママの新しい恋人 (Mama's New Boyfriend)
10. ジョニーは小学4年生 (Welcome Back, Bravo) / 黄金の腹を持つ男 (The Man with the Golden Gut) / ケイティーおばさんの農場 (Aunt Katie's Farm)
11. ロマンスに流されて (Buffoon Lagoon) / ジョニー合宿へ行く (Johnny Goes to Camp) / 少女野球で大暴れ (A League of his Own)
12. 気がつけば未来 (Brave New Johnny) / ジョニーの異文化体験 (Witless) / カールの悪だくみ (Carl Be Not Proud)
13. ジョニーは用心棒 (El Bravo Magnifico) / ジョニーとジュリエット (Johnny-O & Juliet) / ブラボーピタカスの謎 (Clan of the Cave Boob)
14. ジョニー宇宙船に乗る (Galaxy Boy Johnny) / 魔王の子 (Damien's Day Out) / 名探偵ジョニー (Noir Johnny)
15. ジョニーは独裁者 (Hail to the Chump) / サラに首ったけ (A Fool for Sister Sara) / ダンディー500 (Days of Blunder)
16. ジョニーは偉大な芸術家 (Pop Art Johnny) / じゃじゃ馬ならし (Dude Ranch Doofus) / ケーキ作りコンテスト (A Cake Too Far)
17. 赤ちゃんジョニー (Look Who's Drooling) / 正義のガードマン (Law and Disorder) / 歯の妖精 (Tooth or Consequences)
18. ジョニタニック (The Unsinkable Johnny Bravo) / 3人の語り部 (Rashomoron) / プーキーを救え！ (Free Pookey)
19. ジョニーの騎士道 (Good Knight Johnny) / 戦え！風船部隊 (Balloon Platoon) / 道場破りにご用心 (The Clueless Kid)
20. ジョニーとママのカナダ紀行 (Yukon Yutz) / ジョニー　名門校に入学 (Prep School Johnny) / クローン・ジョニー現わる (Send in the Clones)
21. ネス湖のジョニー (Loch Ness Johnny) / ガールスカウトの指導員 (Den Mother Johnny) / ジョニーよ　お前もか (Quo Doofus)
22. シャックリの治療法 (As I Lay Hiccuping) / シーランドで大活躍 (Marine Maroon) / 雷神ジョニー (Thunder God Johnny)

### 第3期
1. ルーク・ペリーの恋愛レッスン (Luke Perry's Guide to Love) / ジョニーはボディ・ガード (In the Line of Johnny) / 逃亡者ジョニー (Fugitive Johnny)
2. ヴァーチャル・ジョニー (Virtual Johnny) / 恐怖のハンティングゲーム (Hunted!) / ジョニーのゴーストバスターズ (Hold that Schmoe)
3. ジョニー選挙に出る (Candidate Johnny) / エアー・ジョニダン (Air Bravo) / ファンキー・モンキー・ブラボー (Johnny B. Badd)
4. 特ダネを探せ (Scoop Bravo) / 縮みゆく男 (The Incredible Shrinking Johnny) / ジョニー　消防士になる (Backdraft)
5. 彼女は大泥棒 (Johnny Bravo Affair) / バイオスフィア実験計画 (Biosphere Johnny) / スパは大騒ぎ (Spa Spaz)
6. さんざんなエイプリル・フール (Fool for a Day) / 夢で会えたら (In Your Dreams) / ごっついのがお好き (Some Like it Stupid)
7. ジョニーの虫歯 (Dental Hijinks) / 赤ずきんちゃんを追いかけて (Little Red Riding Johnny) / カンガルーママ (Pouch Potato)
8. ジュラシック・ペット (Jurassic Dork) / マスコットアカデミー (Mascot Academy) / ジョニー　軍隊に入る (Full Metal Johnny)
9. 原始人ジョニー (Johnny on Ice!) / ロボ・ママ (Robo-Mama) / ジョニー海底をゆく (20,000 Leagues Over My Head)
10. 可愛い魔女とジョニー (I Dream of Johnny) / １／１２の怒れる男 (One Angry Bravo) / ジョニーの家出 (Carnival of the Darned)
11. 歩け歩けジョニー (A Walk on the Stupid Side) / ジョニーは保安官 (Lone Star Bravo) / 燃えよシマリス (Enter the Chipmunk)
12. 本を取り戻せ (The Great Bunny Book Ban) / おもちゃを作ろう (Toy Boy Johnny) / フランケン・ジョニー (Frankenbravo)
13. ゴルフの帝王 (Lord of the Links) / ジョニーはブーツマン (Bootman) / 悪夢のひみつ (Freudian Dip)
14. 秘密の集会 (Lodge Brother Johnny) / 鎖のままの脱獄 (Chain Gang Johnny) / ムキムキ・森の男コンテスト (Lumberkack Johnny)
15. ジョニーは映画監督 (Auteur! Auteur!) / 暴走超特急 (Runaway Train) / なまいきサーモン (A Reject Runs Through It)
16. ドクターモルソーの島 (The Island of Mrs. Morceau) / バドミントン真剣勝負 (The Color of Mustard) / 宇宙のゲーム・ショー (Third Dork from the Sun)
17. ヘンゼルとグレーテル　プロジェクト (The Hansel & Gretel Project) / 天才ジョニー (I.Q. Johnny) / ジョニーの幼なじみ (Get Stinky!)

### アニメスペシャル
アニメスペシャルは、冒険もので、キャラクターデザインと絵柄が第1期の時の設定だが少し第2期のキャラクターデザインと絵柄も入っている。カートゥーン スペシャルで放送されていた。
1. 「ジョニーのクリスマス」（A Johnny Bravo Christmas）
2. 「バレンタインだぜ　ジョニー・ブラボー」（It's Valentine's Day, Johnny Bravo）
3. 「インドだぜ!ジョニー・ブラボー」（Johnny Bravo Goes to Bollywood）